# Barweiler (Ahrweiler)
Barweiler is een plaats in de Duitse deelstaat Rijnland-Palts, en maakt deel uit van de Landkreis Ahrweiler.
Barweiler telt 384 inwoners.

## Bestuur
De plaats is een Ortsgemeinde en maakt deel uit van de Verbandsgemeinde Adenau.

## Bezienswaardigheden
- Sint-Gertrudiskerk